# Béboto
Béboto és una sotsprefectura de la regió de Logone Occidental a Txad.

## Demografia
|      | Població |
| ---- | -------- |
| 1993 | -        |
| 2009 | 6 523    |